# Jan Klijnjan
Jan Klijnjan (né à Papendrecht le 26 février 1945 - mort à Dordrecht le 15 juin 2022)  est un footballeur professionnel néerlandais qui a évolué comme milieu de terrain et attaquant.

## Carrière
Formé à Dordrecht, il rejoint le Sparta Rotterdam en 1968. Au Sparta, il est surnommé le Canon du château (Het kanon van Het Kasteel) du fait sa frappe de balle puissante.
Il arrive en France en 1973 comme milieu de terrain ou attaquant au FC Sochaux-Montbéliard. Il retourne ensuite au FC Dordrecht pour y finir sa carrière de joueur. Il a été ajouté au «Hall of Fame» du club de Dordrecht en 2019.
Il dispute 11 matchs avec l'équipe nationale des Pays-Bas entre 1967 et 1972 et inscrivant 2 buts pour sa sélection nationale. Il a été le premier joueur sélectionné avec l'équipe nationale des Pays-Bas évoluant dans une division inférieure à la première division.

## Palmarès
- Champion de 2e division des Pays-Bas (saison 1964/1965)[1]